# Ceraclea affinis
Ceraclea affinis là một loài Trichoptera trong họ Leptoceridae. Chúng phân bố ở miền Cổ bắc.